# Měsíce Saturnu

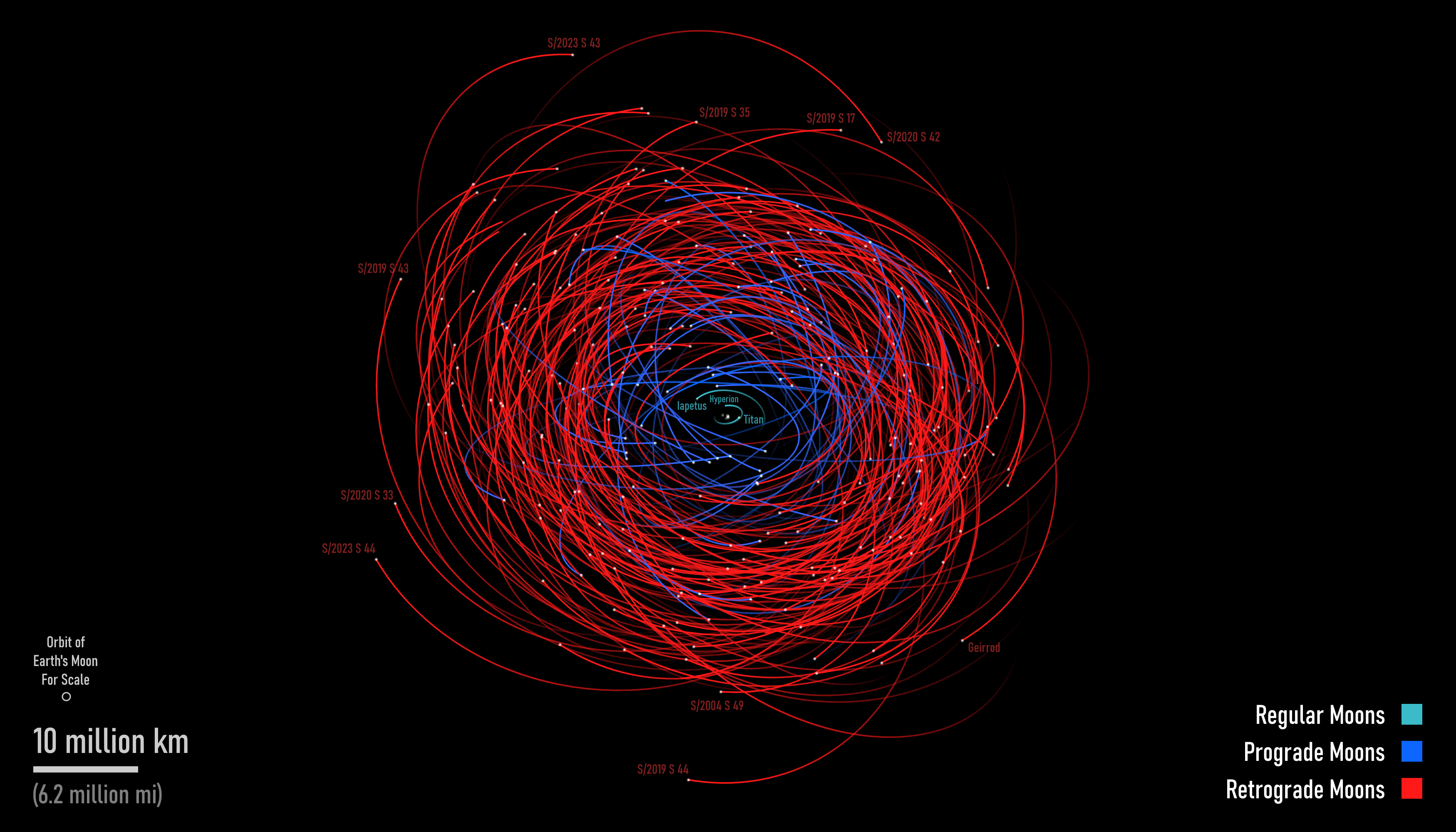
Diagram znázorňujícíoběžné dráhy 250 známých vnějších nepravidelných měsíců Saturnu.

S platností k březnu 2025 je známo celkem 274 měsíců planety Saturn a 53 z nich je pojmenováno.

## Tabulka
| Jméno      | Označení     | Elementy dráhy         | Elementy dráhy | Elementy dráhy  | Elementy dráhy   | Rozměr (km)         | Mag. | Rok objevu | Objevitel                                                 |
| Jméno      | (předběžné)  | velká poloosa (10³ km) | výstř.         | sklon dráhy (°) | doba oběhu (dny) | Rozměr (km)         | Mag. | Rok objevu | Objevitel                                                 |
| ---------- | ------------ | ---------------------- | -------------- | --------------- | ---------------- | ------------------- | ---- | ---------- | --------------------------------------------------------- |
| Bergelmir  | (S/2009 S1)  | 117                    | 0,000          | 0,000           | 0,47             | 0,3                 |      | 2009       | C. Porco et al. / Cassini                                 |
| Pan        | XVIII        | 133,6                  | 0,000          | 0,000           | 0,575            | 25,6                | 19   | 1990       | M. Showalter / Voyager 2                                  |
| Daphnis    | XXXV         | 136,5                  | 0,000          | 0,000           | 0,590            | 7                   |      | 2005       | C. Porco et al. / Cassini                                 |
| Atlas      | XV           | 137,7                  | 0,000          | 0,300           | 0,602            | 18,5×17,2×13,5 (16) | 18,5 | 1980       | R. Terrile / Voyager 1                                    |
| Prometheus | XVI          | 139,4                  | 0,002          | 0,000           | 0,613            | 74×50×34 (50)       | 15,5 | 1980       | S. A. Collins / Voyager 1                                 |
| Pandora    | XVII         | 141,7                  | 0,004          | 0,000           | 0,628            | 55×44×31 (42)       | 16   | 1980       | S. A. Collins / Voyager 1                                 |
| Epimetheus | XI           | 151,4                  | 0,009          | 0,340           | 0,694            | 69×55×55 (59)       | 15   | 1980       | J. Fountain, S. Larson, H. Reitsema, B. Smith / Voyager 1 |
| Janus      | X            | 151,5                  | 0,007          | 0,140           | 0,695            | 97×95×77 (89)       | 14   | 1966       | A. Dollfus                                                |
| Aegaeon    | LIII         | 167,5                  | 0,000          | 0,001           | 0,808            | 0,5                 |      | 2008       | C. Porco et al. / Cassini                                 |
| Mimas      | I            | 185,5                  | 0,020          | 1,530           | 0,942            | 209×196×191 (199)   | 12,5 | 1789       | W. Herschel                                               |
| Methone    | XXXII        | 194,3                  | 0,001          | 0,018           | 1,010            | 3                   |      | 2004       | C. Porco et al. / Cassini                                 |
| Pallene    | XXXIII       | 212,3                  | 0,004          | 0,181           | 1,140            | 4                   |      | 2004       | C. Porco et al. / Cassini                                 |
| Enceladus  | II           | 238,0                  | 0,004          | 0,000           | 1,370            | 256×247×245 (249)   | 11,5 | 1789       | W. Herschel                                               |
| Telesto    | XIII         | 294,7                  | 0,001          | 1,158           | 1,888            | 15×12,5×7,5 (11)    | 18   | 1980       | B. Smith, H. Reitsema, S. Larson, J. Fountain / Voyager 1 |
| Tethys     | III          | 294,7                  | 0,000          | 0,168           | 1,888            | 536×528×526 (530)   | 10   | 1684       | G. D. Cassini                                             |
| Calypso    | XIV          | 294,7                  | 0,018          | 0,171           | 1,888            | 15×8×8 (10)         | 18,5 | 1980       | D. Pascu, K. Seidelmann, W. Baum, D. Currie               |
| Polydeuces | XXXIV        | 377,4                  | 0,018          | 0,171           | 2,740            | 4                   |      | 2004       | C. Porco et al. / Cassini                                 |
| Dione      | IV           | 377,4                  | 0,002          | 0,020           | 2,737            | 1120                | 10   | 1684       | G. D. Cassini                                             |
| Helene     | XII          | 377,4                  | 0,005          | 0,000           | 2,737            | 18×16×15 (16)       | 18   | 1980       | P. Laques, J. Lecacheux                                   |
| Rhea       | V            | 527,0                  | 0,001          | 0,350           | 4,52             | 1528                | 9    | 1672       | G. D. Cassini                                             |
| Titan      | VI           | 1 221,8                | 0,029          | 0,330           | 15,95            | 5149                | 8    | 1655       | C. Huygens                                                |
| Hyperion   | VII          | 1 481,1                | 0,104          | 0,430           | 21,28            | 185×140×113 (143)   | 14   | 1848       | W. Bond, W. Lassell                                       |
| Japetus    | VIII         | 3 561,3                | 0,028          | 14,720          | 79,3             | 1436                | 10,5 | 1671       | G. D. Cassini                                             |
| Kiviuq     | XXIV         | 11 370,0               | 0,330          | 48,700          | 449,0            | 7                   | 22,0 | 2000       | B. Gladman                                                |
| Ijiraq     | XXII         | 11 440,0               | 0,320          | 49,100          | 451,0            | 5                   | 22,6 | 2000       | J. Kavelaars, B. Gladman                                  |
| Phoebe     | IX           | 12 952,0               | 0,163          | 175,300         | 550,5            | 115×110×105 (110)   | 16   | 1898       | W. Pickering                                              |
| Paaliaq    | XX           | 15 200,0               | 0,360          | 47,200          | 687,0            | 10                  | 21,3 | 2000       | B. Gladman                                                |
| Skathi     | XXVII        | 15 650,0               | 0,270          | 148,500         | 729,0            | 3                   | 23,6 | 2000       | J. Kavelaars, B. Gladman                                  |
| Albiorix   | XXVI         | 16 390,0               | 0,480          | 34,000          | 738,0            | 13                  | 20,5 | 2000       | M. Holman, T. B. Spahr                                    |
| Bebhionn   | XXXVII       | 16 950,0               | 0,336          | 41,000          | 822,0            | 3                   | 24,1 | 2005       | D. Jewitt, S. Sheppard, J. Kleyna                         |
| Erriapo    | XXVIII       | 17 610,0               | 0,470          | 33,500          | 871,0            | 4                   | 23,0 | 2000       | J. Kavelaars, B. Gladman                                  |
| Siarnaq    | XXIX         | 18 160,0               | 0,290          | 45,600          | 893,0            | 16                  | 20,1 | 2000       | B. Gladman, J. J. Kavelaars                               |
| Tarvos     | XXI          | 18 240,0               | 0,540          | 34,900          | 926,0            | 7                   | 22,1 | 2000       | J. Kavelaars, B. Gladman                                  |
|            | (S/2004 S13) | 18 450,0               | 0,273          | 167,400         | 906,0            | 3                   | 24,5 | 2005       | D. Jewitt, S. Sheppard, J. Kleyna                         |
|            | (S/2004 S17) | 18 600,0               | 0,259          | 166,600         | 986,0            | 2                   | 25,2 | 2005       | D. Jewitt, S. Sheppard, J. Kleyna                         |
| Mundilfari | XXV          | 18 710,0               | 0,210          | 169,400         | 951,0            | 3                   | 23,8 | 2000       | B. Gladman, J. J. Kavelaars                               |
| Narvi      | XXXI         | 18 720,0               | 0,350          | 134,600         | 956,0            | 3                   | 23,8 | 2003       | S. Sheppard                                               |
| Bergelmir  | XXXVIII      | 18 750,0               | 0,180          | 156,900         | 1008,0           | 3                   | 24,2 | 2005       | D. Jewitt, S. Sheppard, J. Kleyna                         |
| Aegir      | XXXVI        | 19 350,0               | 0,241          | 167,000         | 1026,0           | 3                   | 24,4 | 2005       | D. Jewitt, S. Sheppard, J. Kleyna                         |
| Suttungr   | XXIII        | 19 470,0               | 0,110          | 175,800         | 1017,0           | 3                   | 23,9 | 2000       | B. Gladman, J. J. Kavelaars                               |
|            | (S/2004 S12) | 19 650,0               | 0,401          | 164,000         | 1048,0           | 3                   | 24,8 | 2005       | D. Jewitt, S. Sheppard, J. Kleyna                         |
| Bestla     | XXXIX        | 19 650,0               | 0,795          | 147,400         | 1052,0           | 3                   | 23,8 | 2005       | D. Jewitt, S. Sheppard, J. Kleyna                         |
| Farbauti   | XL           | 19 800,0               | 0,235          | 157,600         | 1077,0           | 3                   | 24,7 | 2005       | D. Jewitt, S. Sheppard, J. Kleyna                         |
|            | (S/2004 S7)  | 19 800,0               | 0,580          | 165,100         | 1103,0           | 3                   | 24,5 | 2005       | D. Jewitt, S. Sheppard, J. Kleyna                         |
| Hati       | XLIII        | 19 950,0               | 0,292          | 162,700         | 1081,0           | 3                   | 24,4 | 2005       | D. Jewitt, S. Sheppard, J. Kleyna                         |
| Thrymr     | XXX          | 20 470,0               | 0,470          | 175,000         | 1089,0           | 3                   | 23,9 | 2000       | B. Gladman, J. J. Kavelaars                               |
| Fornjot    | XLII         | 22 200,0               | 0,213          | 168,000         | 1355,0           | 3                   | 24,6 | 2005       | D. Jewitt, S. Sheppard, J. Kleyna                         |
| Fenrir     | XLI          | 22 200,0               | 0,135          | 163,000         | 1271,0           | 2                   | 25,0 | 2005       | D. Jewitt, S. Sheppard, J. Kleyna                         |
| Ymir       | XIX          | 23 100,0               | 0,330          | 173,100         | 1312,0           | 8                   | 21,7 | 2000       | B. Gladman                                                |